# Галич, Маринко
Маринко Галич (словен. Marinko Galič; 22 апреля 1970, Копер, СФРЮ) — словенский футболист, защитник. Участник ЧЕ-2000 и ЧМ-2002 в составе сборной Словении.

## Клубная карьера
Свою футбольную карьеру Маринко начал в родном городе выступая за «Копер». В 1993 году перешёл в «Марибор», за который выступал на протяжении трёх сезонов. После «Марибора» перебрался в Хорватию, где выступал за «Загреб» и «Кроацию», но без особого успеха, и в 1998 году вернулся в Словению. На родине Маринко выступал за «Муру», «Марибор», «Рудар» и «Копер». В 2003 году перешёл в китайский «Шаньдун Лунэн», но отыграв один сезон перебрался на Кипр, где играл за «Аполлон» из Лимасола. Профессиональную карьеру Галич завершил в 2007 году, выступая за «Интерблок».

## Международная карьера
За национальную сборную дебютировал 8 февраля 1994 года в товарищеском матче против сборной Грузии (1-0). Участник Евро-2000 и ЧМ-2002. Всего за сборную Маринко сыграл 66 матчей и занимает по этому показателю 5 место в словенской сборной.

## Достижения
«Марибор»
- Чемпион Словении (3): 1998/99, 1999/00, 2000/01
- Обладатель Кубка Словении (2): 1994, 1999